# Vaudringhem
Vaudringhem é uma comuna francesa na região administrativa de Altos da França, no departamento de Pas-de-Calais. Estende-se por uma área de 7,61 km². Em 2010 a comuna tinha 527 habitantes (densidade: 69,3 hab./km²).